# Kővágóörs
Kővágóörs is een plaats (község) en gemeente in het Hongaarse comitaat Veszprém. Kővágóörs telt 914 inwoners (2001).

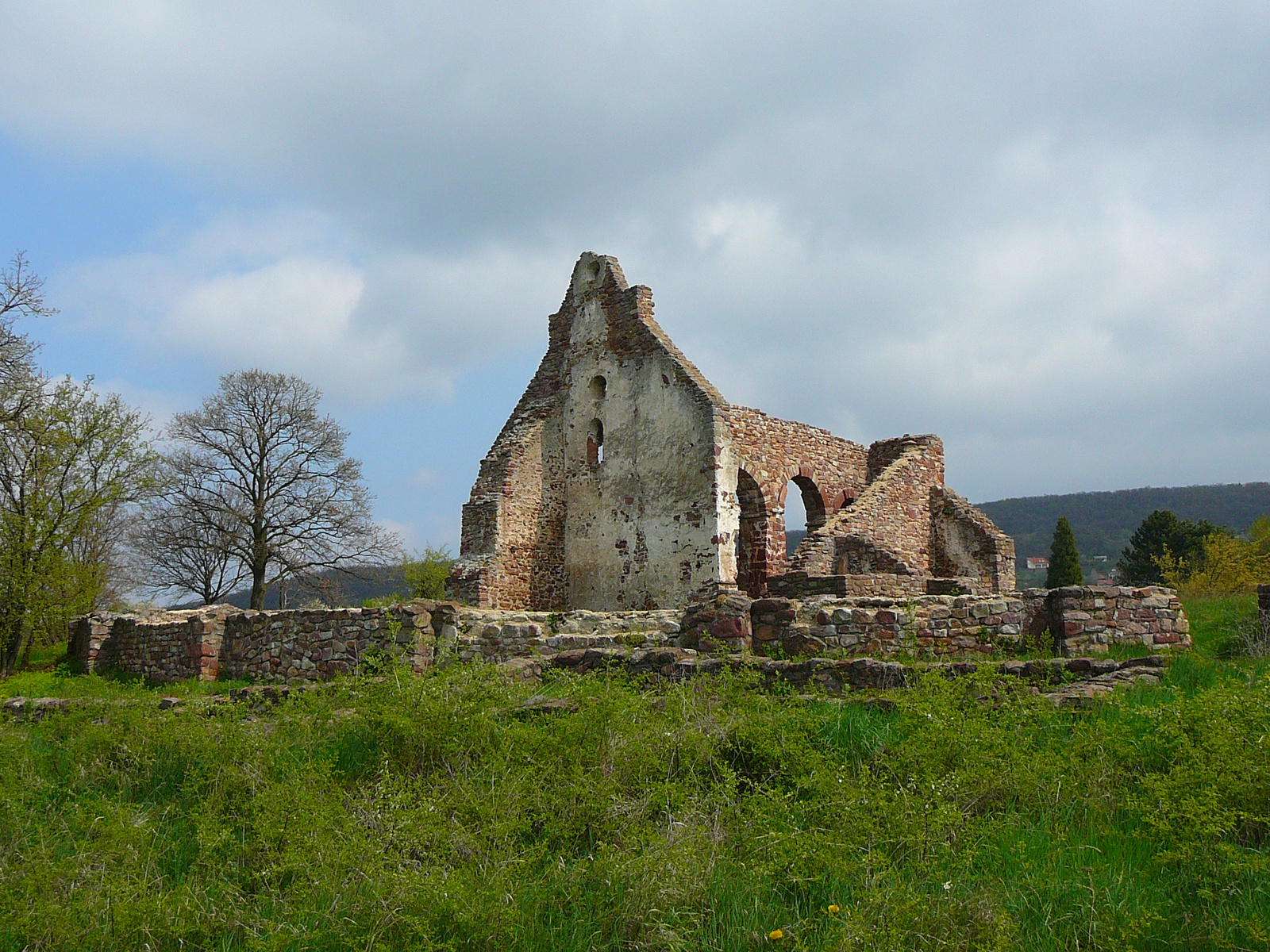
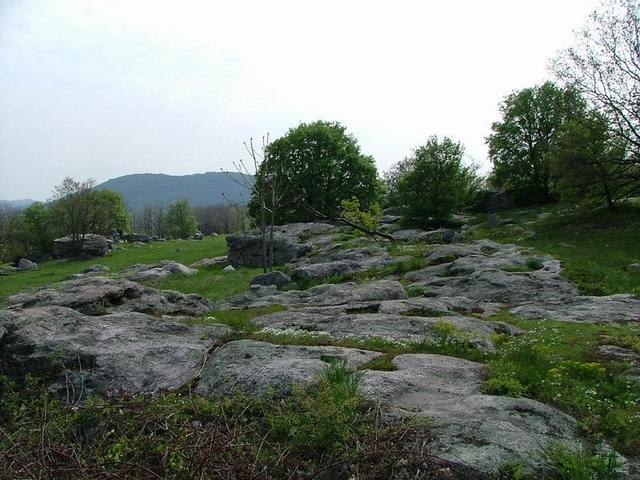